# Горње Крњино
Горње Крњино је насеље у Србији у општини Бабушница у Пиротском округу. Према попису из 2022. било је 98 становника. Насељесе налази на регионалном путу Пирот—Бабушница.

## Демографија
У насељу Горње Крњино живи 224 пунолетна становника, а просечна старост становништва износи 56,3 година (55,1 код мушкараца и 57,6 код жена). У насељу има 103 домаћинства, а просечан број чланова по домаћинству је 2,41.
Ово насеље је великим делом насељено Србима (према попису из 2002. године), а у последња три пописа, примећен је пад у броју становника.
|  |

| Демографија | Демографија | Демографија |
| Година      | Становника  | Становника  |
| ----------- | ----------- | ----------- |
| 1948.       | 665         |             |
| 1953.       | 700         |             |
| 1961.       | 673         |             |
| 1971.       | 561         |             |
| 1981.       | 377         |             |
| 1991.       | 321         | 320         |
| 2002.       | 248         | 248         |
| 2011.       | 143         |             |
| 2022.       | 98          |             |

| Етнички састав према попису из 2002.‍ | Етнички састав према попису из 2002.‍ | Етнички састав према попису из 2002.‍ | Етнички састав према попису из 2002.‍ | Етнички састав према попису из 2002.‍ |
| ------------------------------------ | ------------------------------------ | ------------------------------------ | ------------------------------------ | ------------------------------------ |
|                                      |                                      |                                      |                                      |                                      |
| Срби                                 | Срби                                 |                                      | 235                                  | 94,75%                               |
| Роми                                 | Роми                                 |                                      | 13                                   | 5,24%                                |

| Година пописа     | 1948. | 1953. | 1961. | 1971. | 1981. | 1991. | 2002. |
| ----------------- | ----- | ----- | ----- | ----- | ----- | ----- | ----- |
| Број домаћинстава | 95    | 105   | 112   | 135   | 120   | 112   | 103   |

| Број чланова      | 1  | 2  | 3 | 4 | 5 | 6 | 7 | 8 | 9 | 10 и више | Просек |
| ----------------- | -- | -- | - | - | - | - | - | - | - | --------- | ------ |
| Број домаћинстава | 27 | 51 | 9 | 4 | 4 | 5 | 2 | 0 | 0 | 1         | 2,41   |

| Пол    | Укупно | Неожењен/Неудата | Ожењен/Удата | Удовац/Удовица | Разведен/Разведена | Непознато |
| ------ | ------ | ---------------- | ------------ | -------------- | ------------------ | --------- |
| Мушки  | 117    | 19               | 81           | 17             | 0                  | 0         |
| Женски | 110    | 10               | 76           | 21             | 2                  | 1         |
| УКУПНО | 227    | 29               | 157          | 38             | 2                  | 1         |

| Пол    | Укупно                    | Пољопривреда, лов и шумарство | Рибарство                            | Вађење руде и камена | Прерађивачка индустрија       |
| ------ | ------------------------- | ----------------------------- | ------------------------------------ | -------------------- | ----------------------------- |
| Мушки  | 37                        | 15                            | 0                                    | 0                    | 9                             |
| Женски | 32                        | 21                            | 0                                    | 0                    | 11                            |
| УКУПНО | 69                        | 36                            | 0                                    | 0                    | 20                            |
| Пол    | Производња и снабдевање   | Грађевинарство                | Трговина                             | Хотели и ресторани   | Саобраћај, складиштење и везе |
| Мушки  | 2                         | 4                             | 2                                    | 1                    | 1                             |
| Женски | 0                         | 0                             | 0                                    | 0                    | 0                             |
| УКУПНО | 2                         | 4                             | 2                                    | 1                    | 1                             |
| Пол    | Финансијско посредовање   | Некретнине                    | Државна управа и одбрана             | Образовање           | Здравствени и социјални рад   |
| Мушки  | 0                         | 0                             | 0                                    | 1                    | 2                             |
| Женски | 0                         | 0                             | 0                                    | 0                    | 0                             |
| УКУПНО | 0                         | 0                             | 0                                    | 1                    | 2                             |
| Пол    | Остале услужне активности | Приватна домаћинства          | Екстериторијалне организације и тела | Непознато            | Непознато                     |
| Мушки  | 0                         | 0                             | 0                                    | 0                    | 0                             |
| Женски | 0                         | 0                             | 0                                    | 0                    | 0                             |
| УКУПНО | 0                         | 0                             | 0                                    | 0                    | 0                             |

## Галерија
- Унутрашњост цркве.
- Црква у Горњем крњину 2020. године
- Спортски терен 2009.године
- Црква и звоник
- Извор Врело, један од извора Лужнице 2020.године
- Пут кроз насеље